# Хаконіта (Нью-Мексико)
Хаконіта (англ. Jaconita) — переписна місцевість (CDP) в США, в окрузі Санта-Фе штату Нью-Мексико. Населення — 289 осіб (2020).

## Географія
Хаконіта розташована за координатами 35°53′8″ пн. ш. 106°3′40″ зх. д. / 35.88556° пн. ш. 106.06111° зх. д. (35.885631, -106.061110).  За даними Бюро перепису населення США в 2010 році переписна місцевість мала площу 1,75 км², уся площа — суходіл.

## Демографія
Згідно з переписом 2010 року, у переписній місцевості мешкали 332 особи в 144 домогосподарствах у складі 103 родин. Густота населення становила 190 осіб/км².  Було 154 помешкання (88/км²).
Расовий склад населення:
| - 75,0 % — білих - 1,5 % — корінних американців - 0,9 % — азіатів - 19,6 % — осіб інших рас |

До двох чи більше рас належало 3,0 %. Частка іспаномовних становила 67,5 % від усіх жителів.
За віковим діапазоном населення розподілялося таким чином: 19,6 % — особи молодші 18 років, 65,0 % — особи у віці 18—64 років, 15,4 % — особи у віці 65 років та старші. Медіана віку мешканця становила 48,5 року. На 100 осіб жіночої статі у переписній місцевості припадало 111,5 чоловіків;  на 100 жінок у віці від 18 років та старших — 105,4 чоловіків також старших 18 років.
Середній дохід на одне домашнє господарство  становив 78 157 доларів США (медіана — 47 396), а середній дохід на одну сім'ю — 93 542 долари (медіана — 106 250). За межею бідності перебувало 3,4 % осіб, у тому числі 10,1 % дітей у віці до 18 років та 3,4 % осіб у віці 65 років та старших.
Цивільне працевлаштоване населення становило 298 осіб. Основні галузі зайнятості: роздрібна торгівля — 24,2 %, освіта, охорона здоров'я та соціальна допомога — 17,8 %, науковці, спеціалісти, менеджери — 14,1 %, публічна адміністрація — 10,7 %.